# Amstelgracht (gracht)
De Amstelgracht is een voormalige gracht in Amsterdam-Centrum. Ze was gelegen tussen de noordelijker gelegen Achtergracht/Nieuwe Achtergracht en de zuidelijker gelegen Singelgracht. Ze is gegraven in het verlengde van de Lijnbaansgracht. De gracht kruiste de Amstel.
De gracht komt voor het eerst voor op kaarten van rond 1661 van Nicolaes Visscher met als basis een kaart van Joan Blaeu. Het behelst dan nog een plan voor de inrichting van het gebied ten oosten van de Leidsegracht dat toen de stadsgrens vormde. In 1662 tekende stadsarchitect Daniël Stalpaert opnieuw de gracht in op zijn ontwerpgedeelte van zijn plattegrond. De gracht ligt dan nog in een bijna geheel onbebouwd gebied. De enige bebouwing is dan nog het bolwerk Wester Blockhuys en de infirmerie. De Amstelgracht sluit dan aan op de Veemarkt en Ossenmarkt. Frederik de Wit is explicieter met zijn aanduiding (1688). Jacob Cats (1741-1799) woonde enige tijd aan de gracht.
Op het terrein van de Veemarkt/Ossenmarkt verrees tussen 1862 en 1865 het Paleis voor Volksvlijt. 
Bebouwing bestond onder andere uit een schoolwoning en paardenstal, die stonden tussen de Amstelgracht en de huidige Sarphatistraat en in 1865/1866 gesloopt ("gelegen aan het einde van de Amstelgracht, bij de Hooge Steenenbrug", aldus het Algemeen Handelsblad van 18 december 1865). Op die plaats werd vervolgens een stadsvilla gebouwd voor Anne Willem van Eeghen (1860-1938) naar een ontwerp van Gerlof Salm. Dit gebouw werd op haar beurt in de jaren vijftig weer gesloopt om plaats te maken voor nieuwbouw met dan adres Amstel 344/Sarphatistraat 15. In 1866 werd de gracht gedempt en heet dan voor een tijdje Gedempte Amstelgracht. In 1872 kreeg de voormalige gracht een nieuwe naam Maarten Jansz. Kosterstraat, die in 2017 elf rijksmonumenten kent.
Over de Amstelgracht lag zowel in de oostelijke als de westelijke kade van de Amstel een brug. Beide bruggen verdwenen als gevolg van de demping.

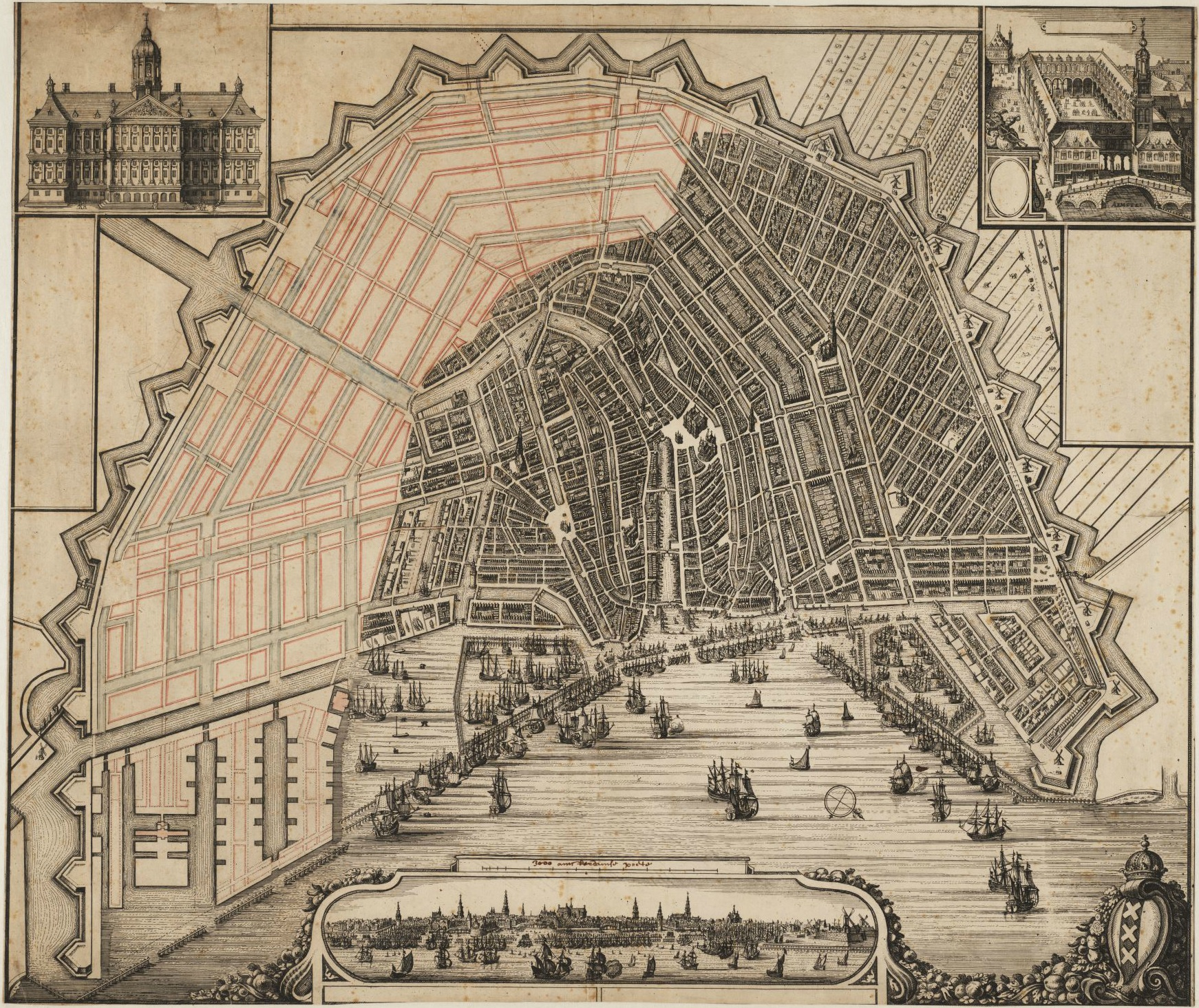
Kaart van Visscher en Blaeu (1661)
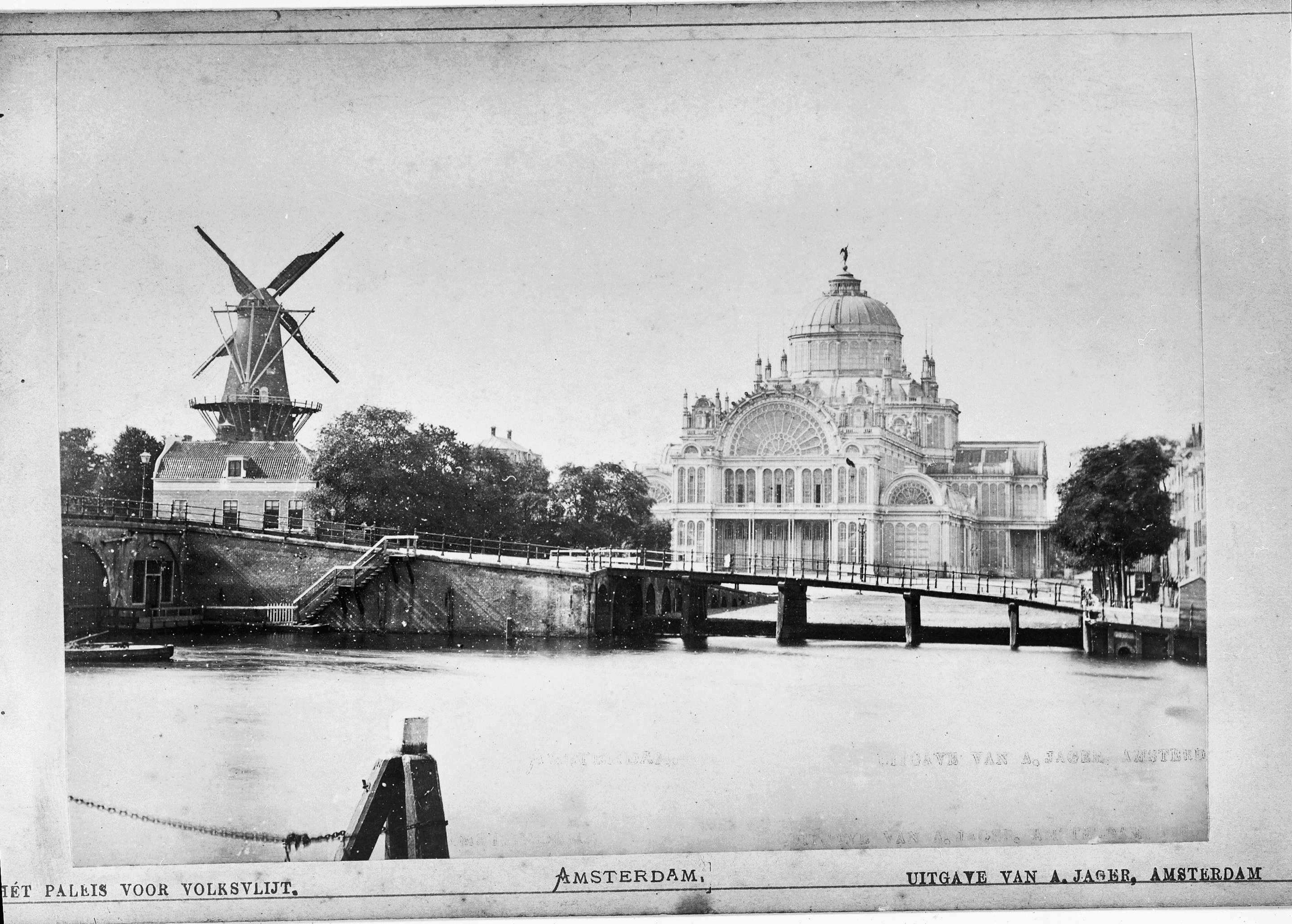
Brug in de Amstel over de Amstelgracht (circa 1865)
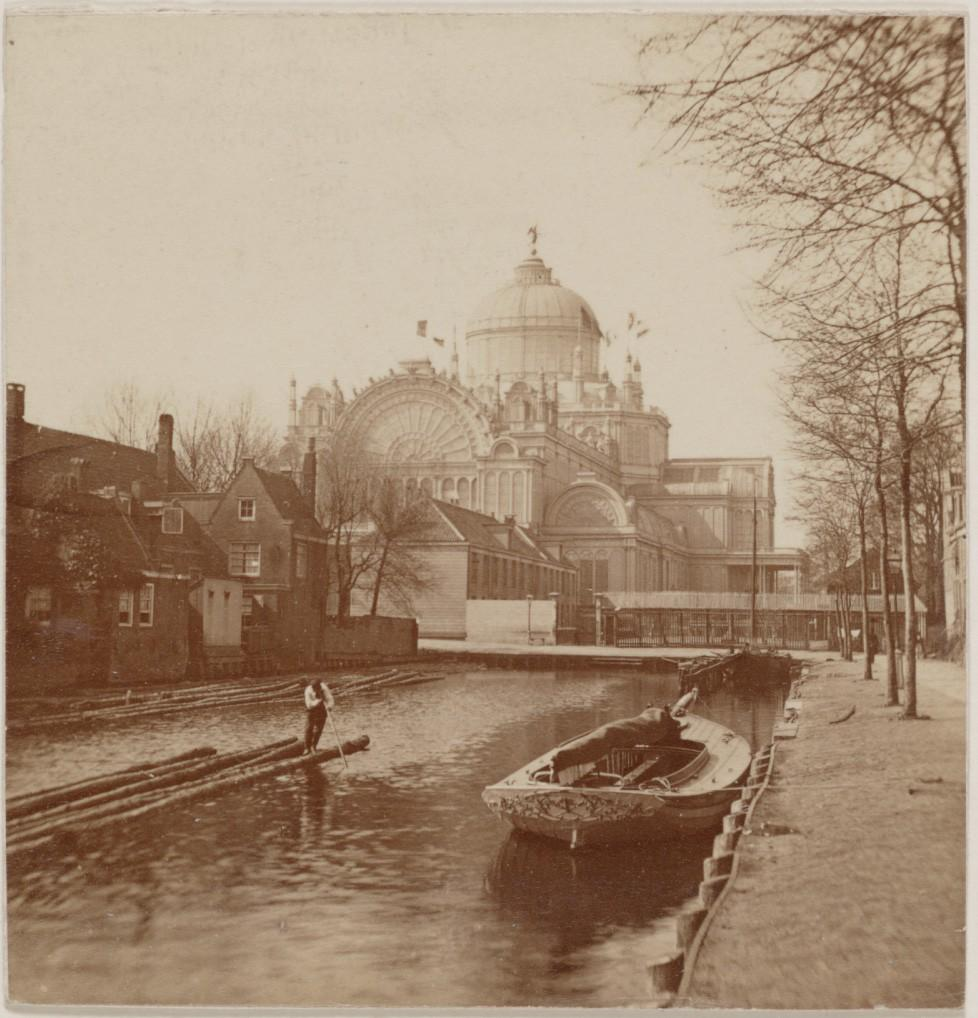
Amstelgracht (circa 1865)
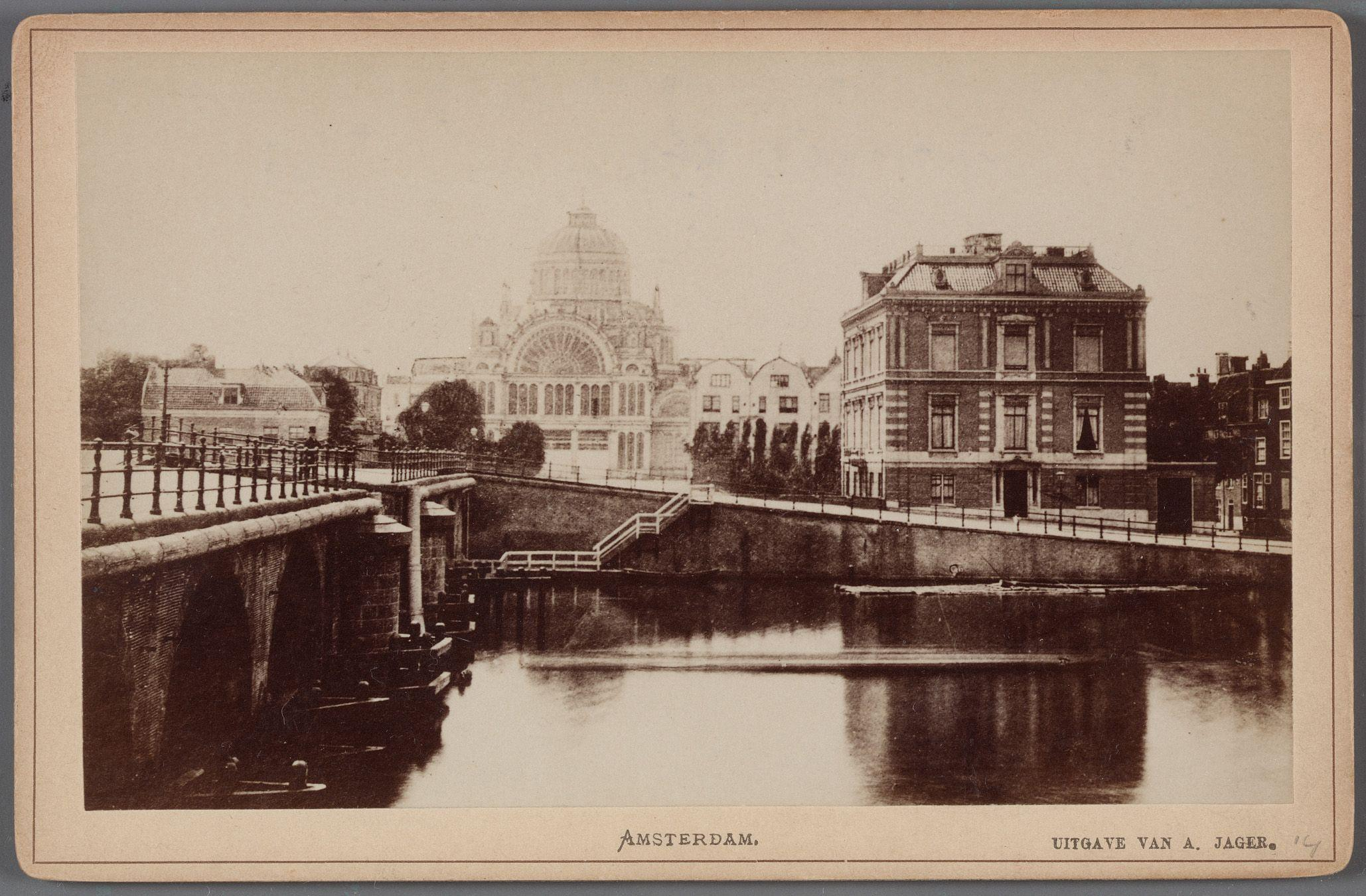
De stadsvilla van Van Eeghen (1868, gracht gedempt)